# Ораниенбург (дворец)

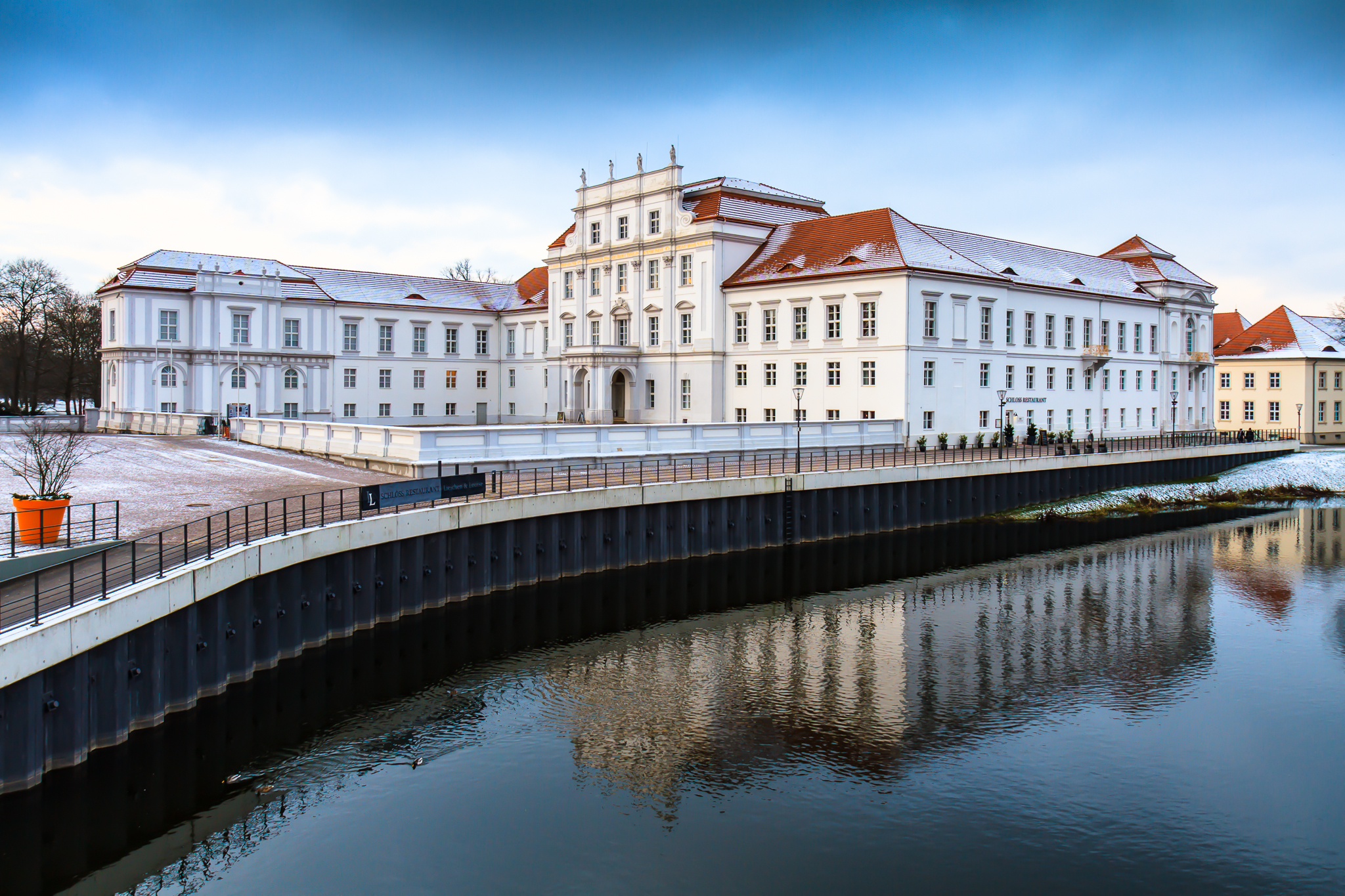
Дворец Ораниенбург

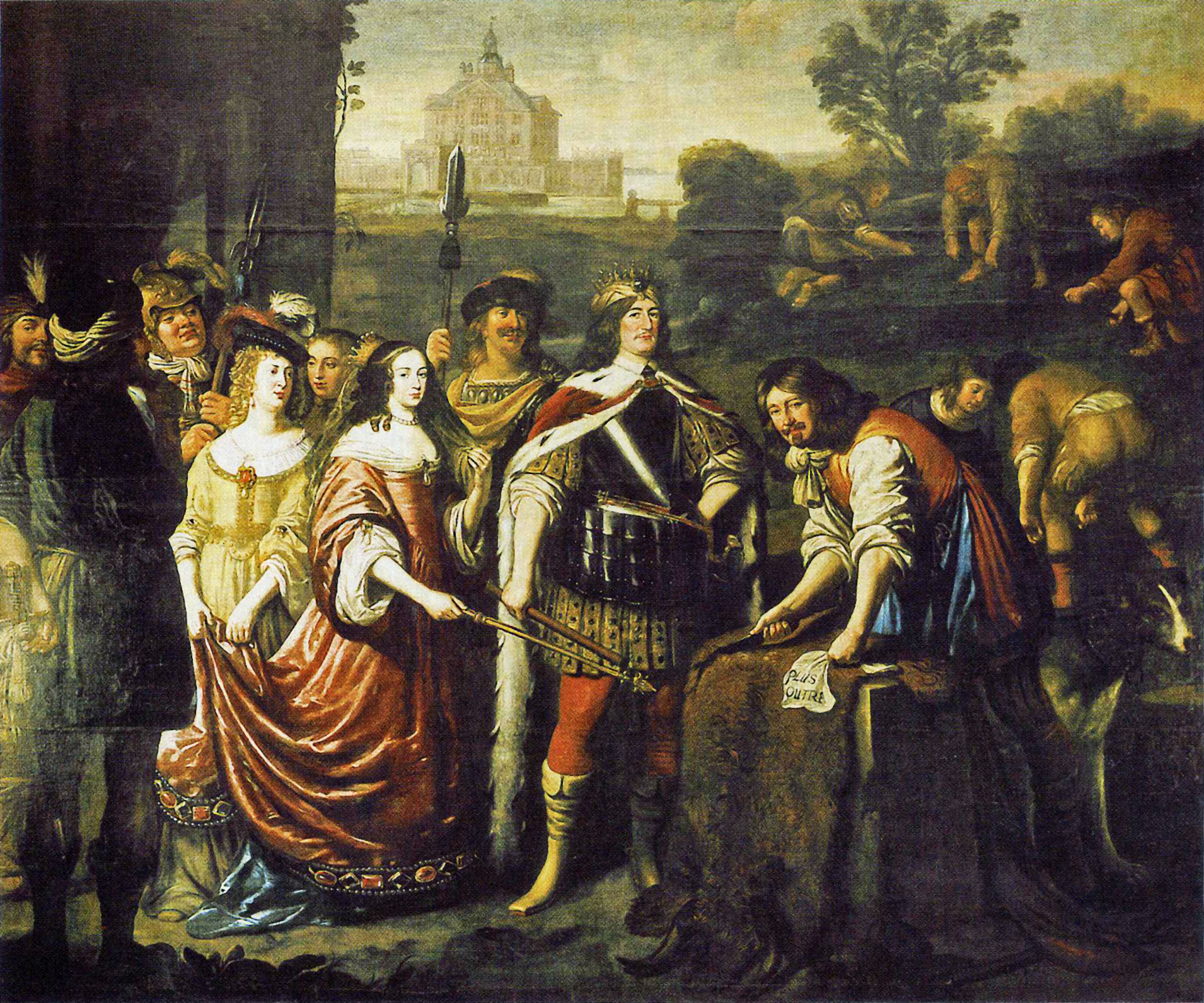
Аллегорическая картина основания Ораниенбурга

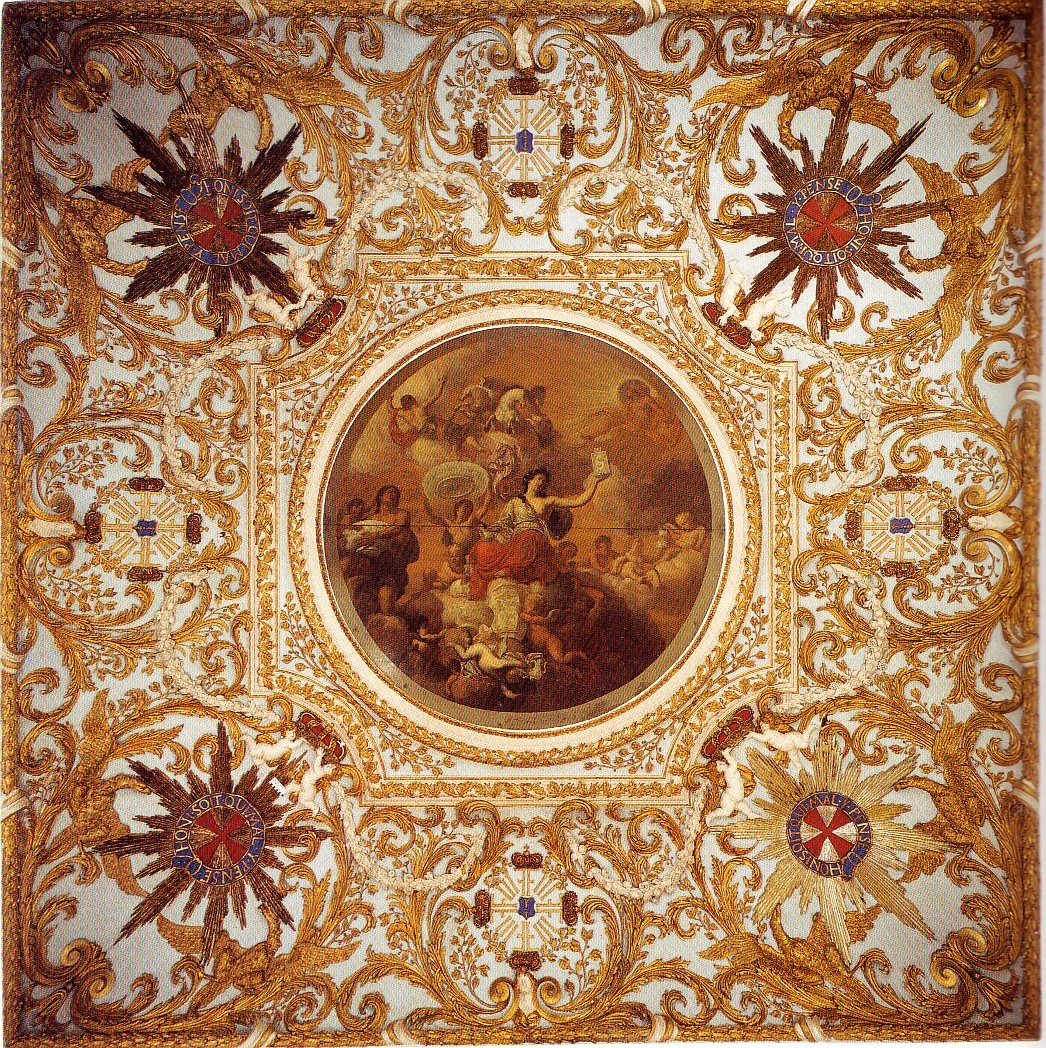
Роспись плафона работы Августина Тервестена

Дворец Ора́ниенбург (нем. Schloss Oranienburg) — историческое здание в бранденбургском городе Ораниенбурге, самый древний дворец в стиле барокко в Бранденбурге.
При асканийских маркграфах славянское поселение Ботцове переименовали в Бётцов, а на острове на Хафеле была построена охранявшая переход через реку крепость, впервые упоминаемая в 1288 году. После угасания рода Асканиев крепость несколько раз меняла хозяев и в конце концов в 1485 году была приобретена маркграфом Иоганном Цицероном и перешла в собственность Гогенцоллернов. К 1551 году курфюрст Иоахим II отстроил на месте крепости охотничий дворец. Его преемник Иоганн Георг в 1579 году перестроил дворец изнутри. В современном центральном здании ещё обнаруживаются элементы того ренессансного строения.
Курфюрстина Луиза Генриетта, первая супруга Великого курфюрста, впервые увидела Бётцов на охоте с супругом в 1650 году. Эти места напомнили ей родные Нидерланды. Курфюрст Фридрих Вильгельм отписал амт Бётцов вместе с прилегавшими деревнями супруге в пожизненное владение. Луиза Генриетта построила себе на этих землях загородную резиденцию в голландском стиле, сохранив в центральном здании корпус охотничьего дворца. Строительство дворца было поручено архитектору Иоганну Грегору Мемхардту, получившему образование в Нидерландах. Сооружение по своему внешнему облику чётко следует традициям голландского классицизма того времени. В 1652 году Великий курфюрст дал новому дворцу имя «Ораниенбург», «Оранская крепость». Спустя год и сам Бётцов стали называть Ораниенбургом. В 1655 году курфюрстина Луиза Генриетта торжественно въехала в свой дворец, но строительство продолжалось. Луиза Генриетта поручила Мемхардту разбить на прилегавшей ко дворцу территории типично голландский увеселительный сад, украшенный гротом, декоративными деревьями, кустарниками и цветами. Курфюрстина первой в Бранденбурге стала выращивать в саду картофель и цветную капусту.
В 1689 году сын Луизы Генриетты курфюрст Фридрих III решил провести реконструкцию дворца и сада, в результате которой появился Н-образный комплекс сооружений в стиле итальянского и французского барокко. До 1699 года строительные работы вёл Арнольд Неринг, затем — Эозандер фон Гёте, при котором в Ораниенбурге появилась фарфоровая галерея, новая лестница и Оранжевый зал. Курфюрст Фридрих III, уже в статусе короля Пруссии, проводил во дворце Ораниенбург различные представительские мероприятия. Особое восхищение у современников вызывал роскошный фарфоровый кабинет, украшенный аллегорическими потолочными фресками придворного художника Августина Тервестена. После смерти первого короля Пруссии в 1713 году дворец пустовал. Фридрих Вильгельм I бывал в Ораниенбурге редко и выделял на его содержание минимум средств.
В 1742 году король Пруссии Фридрих II подарил Ораниенбург младшему брату Августу Вильгельму Прусскому на его свадьбу с Луизой Амалией Брауншвейг-Вольфенбюттельской. При принце Августе Вильгельме дворец был отделан в соответствии с современными вкусами архитектором Иоганном Готфридом Кемметером. Август Вильгельм проводил время в Ораниенбурге в празднествах с братьями Генрихом и Фердинандом и умер во дворце в 35 лет. В 1794 году король Фридрих Вильгельм II, старший сын Августа Вильгельм Прусского, подарил дворец Ораниенбург своей невестке, кронпринцессе Луизе Мекленбург-Стрелицкой. Фридрих Вильгельм III с супругой провёл в Ораниенбурге лето 1794—1795 года.
В 1802 году дворец Ораниенбург был продан берлинскому аптекарю Иоганну Готфриду Гемпелю за 12 тыс. талеров, которого обязали установить в нём 50 ткацких станков и в течение 15 лет производить хлопок. Производство остановилось в 1807 году из-за войны с Францией. В 1814 году сын аптекаря Георг Фридрих Альбрехт Гемпель устроил во дворце Ораниенбург фабрику по производству серной кислоты, которая первой в Пруссии использовала камерный процесс. В 1832 году фабрика перешла в управление королевского департамента морских дел. Техническое руководство фабрикой осуществлял знаменитый химик Фридлиб Фердинанд Рунге, выделивший в 1833 году анилин и фенол из каменноугольной смолы. В том же году пожар уничтожил центральный корпус дворца вместе с Оранжевым залом и другими роскошными интерьерами. В 1835 году на фабрике в Ораниенбурге открылось производство стеариновых свечей, с 1840 года производили парафиновых свечей. В 1842 году пожар уничтожил юго-восточное крыло дворца. Его руины были снесены и более не восстанавливались. В 1848 году химическое производство было выведено из дворца. По инициативе Фридриха Вильгельма IV дворец Ораниенбург в 1851 году вернулся в королевское управление и сдавался в аренду. В 1858—1860 годах во дворце Ораниенбург прошла реконструкция, чтобы разместить в нём учительские курсы. В северном крыле дворца при этом сохранили королевские покои.
При национал-социалистах дворец Ораниенбург в 1933—1937 годах служил казармой СС, где квартировали отряды «Мёртвая голова», охранявшие близлежащий концентрационный лагерь Заксенхаузен. В оранжерее размещались конюшни. В 1937 году дворец вновь перестроили, и в него въехала полицейская школа из берлинского Темпельхофа. С северной стороны в 1938 году была возведена пристройка, в трёх флигелях которой разместилась школа колониальной полиции. Во время Второй мировой войны дворец Ораниенбург подвергся бомбардировкам и получил тяжёлые повреждения. После войны в 1948—1954 годах дворец был восстановлен и находился в пользовании советской армии, в 1952—1990 годах во дворце Ораниенбург разместилась офицерская школа казарменной народной полиции и казармы пограничных войск ГДР. В 1997 году дворец перешёл в собственность города. Капитальная реконструкция дворца осуществлялась преимущественно на городские средства при дополнительном финансировании со стороны Европейского фонда регионального развития и земли Бранденбург. В северо-восточный флигель дворца въехала городская администрация, а с 2001 года там также работает музей. В юго-западном флигеле размещается музей района Верхний Хафель.